# Aquila gurneyi
L'aquila di Gurney (Aquila gurneyi J. E. Gray, 1861) è un uccello rapace della famiglia degli Accipitridi diffuso in Nuova Guinea e nelle Molucche.

## Descrizione

### Dimensioni
Misura 66–86 cm di lunghezza, per un peso di 3060 g (registrato in una femmina immatura); l'apertura alare è di 165–185 cm.

### Aspetto
Questo rapace di grandi dimensioni possiede una grossa testa, un grosso becco e delle sottili zampe piumate. A riposo, le ali scendono fino a metà della coda, piuttosto lunga. I sessi sono identici, ma la femmina è più grande del maschio dal 2 all'11%. I giovani hanno un aspetto differente da quello dei genitori e acquisiscono il piumaggio adulto probabilmente intorno ai 4 o 5 anni di età. Gli adulti sono interamente di colore bruno-nerastro, fatta eccezione per i tarsi, di colore più chiaro. Le variazioni di tonalità sul piumaggio del corpo sono dovute principalmente alla mescolanza di piume nuove e piume usurate sulle parti superiori, le copritrici alari e la coda. I giovani (ai quali si riferisce l'illustrazione nel tassobox) sono molto diversi dai genitori. Il dorso, le scapolari e le ali sono più marroni - queste ultime due presentano anche marezzature grigie e beige. La coda e le remiganti presentano una serie di barre nerastre. Ma le caratteristiche più notevoli sono la testa, la mantellina e le parti inferiori color cannella-fulvo, ricoperte da strisce scure. L'addome e le zampe sono di color crema uniforme. Gli immaturi di tre anni di età sono meno marezzati sulle scapolari e la loro testa e le loro parti inferiori sono più giallo sabbia chiaro. Il cappuccio, le guance e il petto sono meno infiltrati di marrone. Negli adulti, l'iride è di colore giallo scuro e la cera è grigiastra. Le zampe sono giallastre.

### Voce
Le aquile di Gurney sono generalmente silenziose. L'unico grido che è stato registrato è un fischio leggermente nasale e discendente che viene ripetuto alla frequenza di uno al secondo.

## Biologia

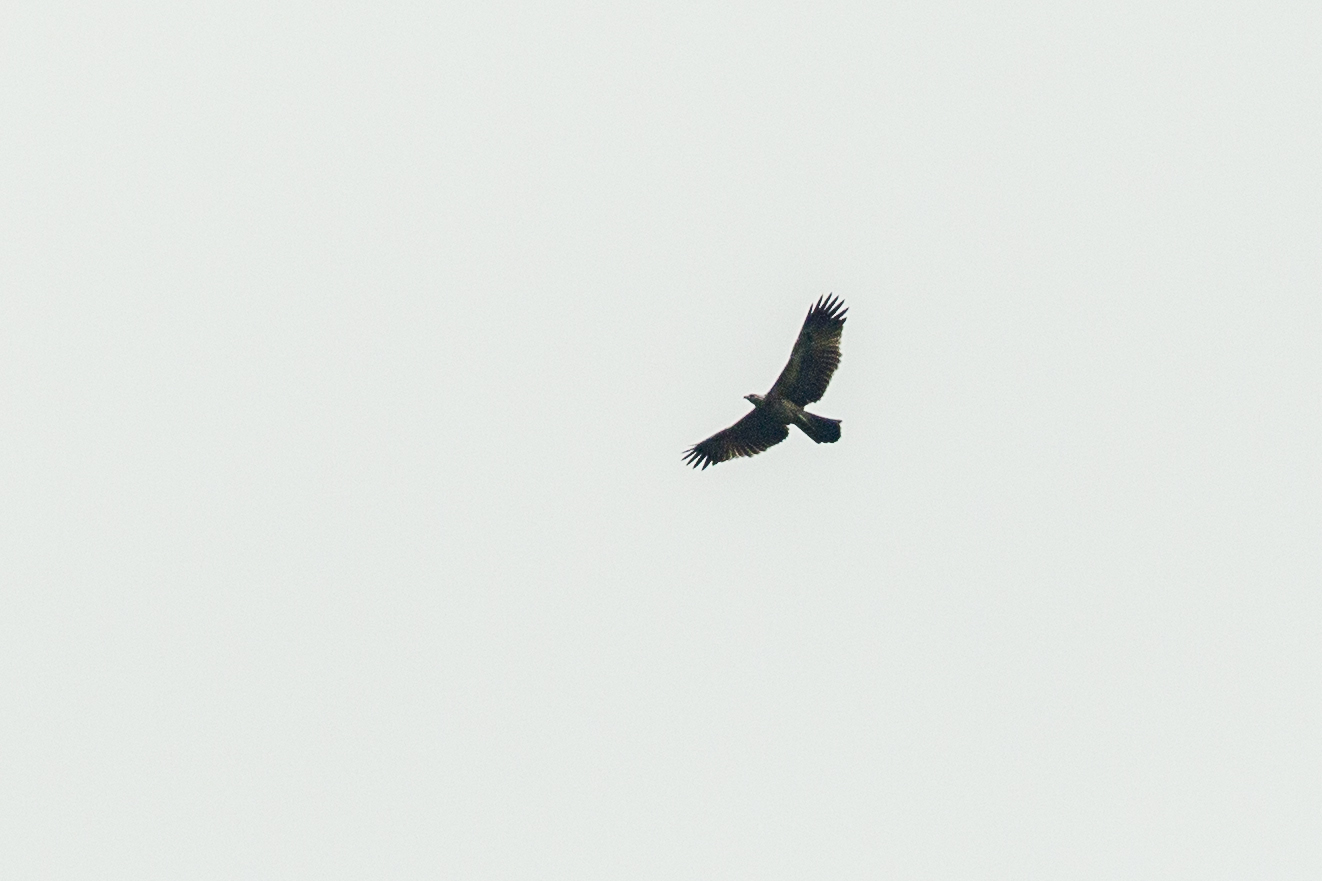
Un esemplare in volo.

Le aquile di Gurney vivono da sole o in coppia. I trii che talvolta vengono avvistati sono senza dubbio dei gruppi familiari. In questa specie di rapace non è stata segnalata alcuna parata aerea, fatta eccezione per qualche volo planato e qualche volo circolare a grande altezza nel cielo durante i periodi di canicola. Quando sono in cerca di cibo, pattugliano il loro territorio volando lentamente a bassa altezza dal suolo. A volte possono essere viste mentre stanno appollaiate sugli alberi, ben esposte su un ramo nudo o nascoste nella volta, il che suggerisce che possano anche cacciare alla posta.

### Alimentazione
È stato possibile raccogliere alcune informazioni riguardanti il menu della specie grazie agli informatori locali. Le aquile di Gurney si nutrono principalmente di piccoli mammiferi arboricoli come il cusco della famiglia dei falangeridi. Questi vengono spesso strappati dai rami degli alberi o catturati a terra dopo che l'uccello è piombato su di loro durante un volo a bassa quota. Queste aquile catturano anche rettili, specialmente varani.

### Riproduzione
Per quanto riguarda la riproduzione, abbiamo pochissime informazioni al riguardo. Le aquile di Gurney costruiscono una struttura voluminosa fatta di pezzi di legno. Il nido è situato a grande altezza su alberi di grosse dimensioni. Il numero delle uova per covata, la durata dell'incubazione e il tempo che trascorrono i giovani nel nido sono assolutamente sconosciuti.

## Distribuzione e habitat
Le aquile di Gurney frequentano le foreste pluviali primarie e le foreste paludose. Di tanto in tanto è possibile trovarle anche nei pressi dei campi coltivati e delle radure. È soprattutto un uccello proprio delle coste e delle regioni pianeggianti, che visita spesso le rive delle isole vicine. Tuttavia, a volte si spinge a grande distanza nell'entroterra e persino nelle zone montuose. L'aquila di Gurney vive principalmente dal livello del mare fino a 1000 metri di altitudine. Occasionalmente si spinge fino a 1500 metri e raramente arriva a 3000 metri.
Le aquile di Gurney sono endemiche della Nuova Guinea, sia della parte indonesiana dell'isola che della Papuasia. Si trovano anche nelle isole adiacenti e senza dubbio nelle isole Molucche, almeno a Ceram. La loro presenza è certa a Misool, Salawati, Waigeo e Yapen, a nord-ovest della Nuova Guinea, ma sembra essere più dubbia a Morotai, Halmahera, Ternate, Bacan e Ambon (Molucche), dove i rapporti di segnalazione risalgono spesso a molti anni fa. Le aquile di Gurney vagabondano fino al nord dell'Australia (isole dello stretto di Torres, penisola di Capo York). L'aquila di Gurney è monotipica, e pertanto non è suddivisa in sottospecie.

## Conservazione
Sebbene in teoria occupi un areale che si estende su 700.000 chilometri quadrati di territorio, è probabile che la superficie effettivamente occupata non sia superiore ai centomila chilometri quadrati. Infatti il suo areale è costituito quasi esclusivamente da regioni costiere. Non disponiamo alcun dato preciso sulla densità di popolazione, ma essa è certamente molto bassa e le popolazioni sono oggi segnalate come molto sparse. Nel 2009, BirdLife International ha stimato che la popolazione complessiva, in declino, non dovrebbe superare i 1000 individui adulti. Questo declino è probabilmente dovuto alla perdita e al degrado del suo habitat. L'aquila di Gurney è classificata come «specie prossima alla minaccia» (Near Threatened).